# ماك ويلكينز
ماك ويلكينز (بالإنجليزية: Malcolm Maurice Wilkins)‏ هو منافس ألعاب قوى أمريكي، ولد في 15 نوفمبر 1950 في يوجين في الولايات المتحدة.

## وصلات خارجية
- ماك ويلكينز على موقع الاتحاد الدولي لألعاب القوى (الإنجليزية)
- ماك ويلكينز على موقع الاتحاد الأمريكي لسباقات المضمار والميدان، قاعة المشاهير (الإنجليزية)
- ماك ويلكينز على موقع اللجنة الأولمبية الدولية (الإنجليزية)
- ماك ويلكينز على موقع أوليمبيديا (الإنجليزية)
- ماك ويلكينز على موقع الموسوعة البريطانية (الإنجليزية)